# Братська могила радянських воїнів (Суми)
Братська могила радянських воїнів — масове поховання солдатів та офіцерів Червоної Армії на Центральному кладовищі Сум. Поховані загинули в боях за місто у серпні-вересні 1943 року. На могилі облаштований радянський меморіал.

## Передісторія
2 вересня 1943 р. о 7:30 ранку м. Суми було захоплене військами 340-ї, 167-ї та 232-ї стрілецьких дивізій 50-го стрілецького корпусу Червоної Армії. Пізніше цим військовим частинам присвоїли почесне звання Сумсько-Київських дивізій, а в Сумах одна з вулиць носить їх назву.
Коли до Москви надіслали телеграму про взяття міста Суми, на Червоній площі дали 12 святкових залпів.
Але повернімося до того моменту, коли було проведено операцію по захопленню міста.
Стверджується, що генерал Никандр Чибісов при взятті Сум використав тактику командувача царської армії Олексія Брусилова. Завдяки його швидкому «лобовому» наступу через Баранівку німці були змушені відступити з міста через Новомихайлівку.[джерело?]
Ось як про це згадує учасник тих боїв П. Вдовін:
|  | «О 8-й годині ранку (1 вересня) ми визволили Битицю, потім Зелений Гай. Дуже важкий бій розгорівся перед Баранівкою. Бойові порядки першого батальйону, яким командував капітан Бруй, відбивали одна за одною контратаки фашистів. На кулеметну обслугу сержанта Михайла Литвина посунули більше сотні гітлерівців. Литвин не розгубився. Відважні кулеметники підпустили фашистів на відстань 40-50 метрів і потім зблизька розстріляли ворога. Увечері першого вересня ми вийшли на околицю Сум» |

Радянське командування скасувало наказ про негайне бомбардування Сум. Цим було врятовано багато культових споруд міста та тисячі людських життів.

Радянські війська в Сумах

Але були і негативні дії. Оскільки була небезпека, що німці залишили у місті захисні споруди, командування вирішило завдати по Сумам артобстріл з «катюш». І це замість того, щоб просто провести розвідку місцевості піхотними частинами. Вогонь вели по багатолюдним місцям — «площам». І лише після цього продовжили наступ на Суми.
Під час відступу гітлерівці підірвали мости, ряд приміщень по Воскресенській вулиці, Сумський залізничний вокзал (за іншими даними, вокзал знищили радянські «катюші»), приміщення Сумського краєзнавчого музею по вул. Жовтневій та багато іншого. Також проводилися каральні операції проти цивільного населення та розстріл військовополонених.

## Опис
Поруч із горизонтальною стелою напів-овальної форми, на якій викарбувані імена загиблих воїнів підноситься шестиметрова скульптура Матері-Батьківщини. В одній руці вона тримає похилений до землі меч, що символізує скорботу, вічну шану перед пам'яттю полеглих синів-солдатів за їх подвиг. Біля ніг Матері-Батьківщини палає Вічний вогонь.
На стелі, поряд з іменами воїнів, викарбуваний такий напис:
|  | В пам'яті каменю, В пам'яті серця Жодне з імен цих Повік не зітреться. Вічний вогонь — То любов пломениста Вдячних сумчан До визволення міста. |